# Krnov
Krnov (Duits: Jägerndorf) is een Tsjechische stad in de regio Moravië-Silezië, en maakt deel uit van het district Bruntál.
Krnov telt 25.517 inwoners.
Jägerndorf was tot 1945 een plaats met een overwegend Duitstalige bevolking. Na de Tweede Wereldoorlog werd de Duitstalige bevolking verdreven.

## Bekende personen
- Jiří Georg Dokoupil (Krnov, 3 juni 1954) is een Duits-Tsjechische kunstschilder, tekenaar en graficus. Hij werd in het begin van de jaren 1980 bekend als een prominente vertegenwoordiger van de jonge wilden.
- Walter Klose (1921-2003) Duits kunstschilder werd in Krnov geboren toen het nog Jägerndorf heette.
- Zdeňka Šilhavá (15 juni 1954), Tsjechoslowaaks/Tsjechisch atlete (wereldrecordhoudster discuswerpen 1984-1988).

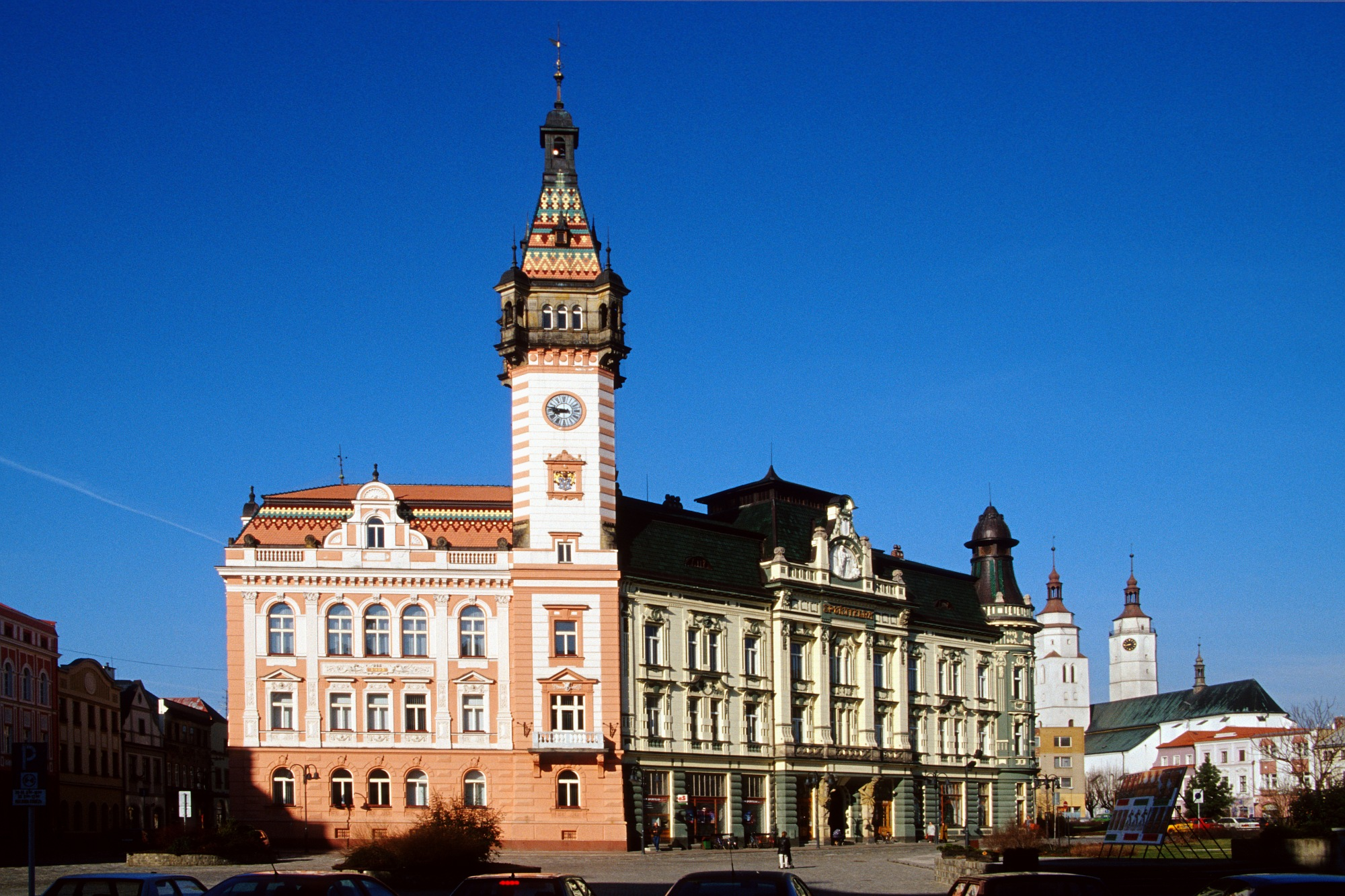
Het raadhuis van Krnov

Andělská Hora ·
Bílčice ·
Bohušov ·
Brantice ·
Bruntál ·
Břidličná ·
Býkov-Láryšov ·
Čaková ·
Dětřichov nad Bystřicí ·
Dívčí Hrad ·
Dlouhá Stráň ·
Dolní Moravice ·
Dvorce ·
Heřmanovice ·
Hlinka ·
Holčovice ·
Horní Benešov ·
Horní Město ·
Horní Životice ·
Hošťálkovy ·
Janov ·
Jindřichov ·
Jiříkov ·
Karlova Studánka ·
Karlovice ·
Krasov ·
Krnov ·
Křišťanovice ·
Leskovec nad Moravicí ·
Lichnov ·
Liptaň ·
Lomnice ·
Ludvíkov ·
Malá Morávka ·
Malá Štáhle ·
Město Albrechtice ·
Mezina ·
Milotice nad Opavou ·
Moravskoslezský Kočov ·
Nová Pláň ·
Nové Heřminovy ·
Oborná ·
Osoblaha ·
Petrovice ·
Razová ·
Roudno ·
Rudná pod Pradědem ·
Rusín ·
Rýmařov ·
Ryžoviště ·
Slezské Pavlovice ·
Slezské Rudoltice ·
Stará Ves ·
Staré Heřminovy ·
Staré Město ·
Světlá Hora ·
Svobodné Heřmanice ·
Široká Niva ·
Třemešná ·
Tvrdkov ·
Úvalno ·
Václavov u Bruntálu ·
Valšov ·
Velká Štáhle ·
Vrbno pod Pradědem ·
Vysoká ·
Zátor